# Croce aeronautica al merito
La Croce aeronautica al merito (in polacco: Lotniczy Krzyż Zasługi) è un'onorificenza statale polacca istituita il 14 giugno 2007 dalla Repubblica Polacca.
L'onorificenza è suddivisa nei seguenti gradi:
| Croce navale al merito assegnata per la prima volta | Croce navale al merito assegnata per la seconda volta |